# Metrichia avon
Metrichia avon is een schietmot uit de familie Hydroptilidae. De soort komt voor in het Neotropisch gebied.